# Барт, Ролан
Рола́н Барт (фр. Roland Barthes; 12 ноября 1915, Шербур — 26 марта 1980, Париж) — французский философ, литературовед, эстетик, семиотик, представитель структурализма и постструктурализма; развивал понятие интертекста. Одна из центральных фигур теории фотографии.

## Биография
Ролан Барт родился 12 ноября 1915 года в городе Шербур, Нормандия. Его отец Луи Барт, морской офицер, был убит в бою в Северном море, когда Ролану не было и года. Его мать Генриетта вместе с его тётей и бабушкой перебрались в Байонну, город на юго-западе Франции. Там будущий философ впервые соприкоснулся с миром культуры, обучаясь игре на фортепиано под руководством музыкально одарённой тёти.
Ролан показал себя многообещающим студентом, обучаясь в Сорбонне с 1935 по 1939 годы. Его академическая карьера была ограничена тяжёлой болезнью — туберкулёзом лёгких, почему Барту приходилось много времени проводить в санаториях. Болезнь помешала ему и участвовать в войне. В юношеские годы оформились две основные черты творчества Барта: левые политические взгляды и интерес к театру. В 1948—1950 годах он преподаёт в Бухаресте, где испытывает влияние семиотических идей А.-Ж. Греймаса.
Для реализации проекта тотальной критики буржуазной культуры Барт создал и фактически возглавил левую интеллектуальную группировку в составе Ф. Соллерса, Ю. Кристевой и других — так называемая группа «Тель Кель».
На протяжении 1960-х годов Барт путешествует по США и Японии, где выступает с лекциями. В это время он опубликовал свою самую знаменитую статью «Смерть автора» (1967), чьё название часто используется как выражение сути его философских взглядов. «Смерть автора» означает не конец авторства, а избавление современной словесности от диктата однозначной авторской интерпретации смысла произведения. В 1971 году Барт был приглашённым профессором Женевского университета.
Слава Барта росла, и в 1977 году Коллеж де Франс предложил ему создать специальную кафедру литературной семиологии. Жизнь Барта оборвалась внезапно, он стал жертвой дорожного происшествия и скончался 26 марта 1980 года в реанимационном отделении больницы Сальпетриер.

## Творчество и основные философские направления
Обычно исследователи делят творчество Барта на три периода: доструктуралистский (1950-е годы), структуралистский (1960-е годы) и постструктуралистский (1970-е годы).
В конце 1940-х — начале 1950-х годов Барт находится под влиянием марксизма и экзистенциализма, симпатизирует «новому роману», «театру абсурда», сценическим идеям Б. Брехта. В этот период он выступает как журналист, публикуя литературно-методологические статьи в газете «Комба». В 1953 году Барт публикует эссе «Нулевая степень письма», в котором пытается, по его собственным словам, «марксизировать экзистенциализм» с тем, чтобы выявить и описать третье (наряду с «языком» как общеобязательной нормой и индивидуальным «стилем» писателя) «измерение» художественной формы — «письмо». Сам термин «нулевая степень письма» заимствован Бартом у датского лингвиста Вигго Брёндаля.
В середине 1960-х годов мыслитель обращается к анализу массовых коммуникаций.
Структуралистский период творчества Ролана Барта ознаменован появлением работ «Система моды», «Основы семиологии» и «Мифологии». В них Барт придает новый статус семиотике, включая в её состав многочисленные коннотативные знаковые системы. Эта семиотика значения противопоставляет себя семиотике коммуникации, предложенной Греймасом.
Главная цель Барта — тотальная критика буржуазной культуры. Барт видел два пути для этой борьбы — попытку создания «контрязыка» и «контркультуры», и всестороннее изучение буржуазного образа мышления, изучение социальных механизмов, лежащих в основании языка.
С 1970-х годов начинается наиболее оригинальный этап развития Барта — постструктуралистский. Постструктурализм предлагает перенос внимания исследователя с моделирования языковых систем на анализ динамичного процесса «означивания». В противоположность рационалистическому сциентизму, постстуктурализм предполагает историзм. Постстуктуралистские установки Барта нашли своё выражение в работе «S/Z» (1970), которая представляет собой детальный анализ новеллы Бальзака «Сарразин». Методологические принципы, продемонстрированные в книге, также получили развитие в исследовании Бартом новеллы Э. А. По «Случай с мсье Вольдемаром».
В 1977 году Барт опубликовал работу на стыке филологического исследования и художественного произведения — «Фрагменты речи влюблённого». В ней Барт анализирует эротическое чувство, выделяя важные психологические и эстетические моменты любовных отношений. Это может быть ожидание телефонного звонка, совместное угощение или переживание сплетен. В книге использовано большое количество цитат и аллюзий на произведения западноевропейских авторов, посвященных любви. Особую роль в этой книге играет роман Гёте «Страдания молодого Вертера».
В 1980 году он опубликовал свою последнюю большую работу, которая является одним из самых популярных произведений в области культурологии и семиотики. Это «Camera lucida» («Светлая комната» по-латински), в которой он исследует искусство фотографии XIX—XX веков. Это одно из первых исследований фотографии. В ней он выделяет два основных значения. Первое — studium — обозначает культурную интерпретацию фотографии, второе — punctum — выражает сугубо личный эмоциональный смысл изображения.

## Основные работы

### Нулевая степень письма (1953)
Первая полнотекстовая книга Барта, опубликованная в 1953 году. Одна из наиболее известных ранних работ Барта, где философ открывает тему языка и письма, которой будут посвящены его последующие тексты. Считается, что книга написана под впечатлением от эссе Жана-Поля Сартра «Что такое литература?». Барт полагает, что сама идея письма связана с понятием стиля, он рассматривает различные виды и возможности современного строения текста. Автор рассматривает феномен языка, а также специфику письма, которое может быть обнаружено в основе других культурных форм. Барт полагает, что письмо есть вопрос литературной формы, которая, в свою очередь, «должна быть понята как один из типов социального „письма“, пропитанного культурными ценностями и интенциями…». В работе обозначены представления о письме как идеологической сетке языка.
Работа оказала принципиальное воздействие на последующее развитие науки о языке, на возможность воспринимать различные формы языковой и социальной деятельности как вариации письма. Оказала значительное влияние на работы Жака Деррида.

### Мифологии (1957)
Сборник статей, опубликованных Бартом с 1954 по 1956 год на страницах журнала Lettres nouvelles. Издан отдельным томом в 1957 году. Обобщающая статья «Миф сегодня» написана непосредственно для сборника и, фактически, является послесловием. Статьи объединены единой темой — формирование современного мифа, который рассматривается как превращение истории в идеологию. «Мифологии» определяют современное общество как знаковую систему. Ведущим инструментом формирования мифа в этой системе является слово. Барт рассматривает миф и механизмы его создания главной составляющей современных культурных и социальных институций. «Функция мифа — удалять реальность, … он ощущается как её отсутствие» — пишет Барт.
Особенность «Мифологий» — не только и не столько построение единой системы, сколько широта выбранных тем. Барт рассматривает крайне разнообразный материал — от феномена звезд до модной фотографии, от бульварных романов до автомобильных гонок. Барт представляет миф как дискурс, но не определяет его как повествование: это наблюдение делает исследователь творчества Барта и переводчик его работ Сергей Зенкин. «Мифологии» Барта носят антибуржуазный характер и могут рассматриваться как последовательная критика общества потребления.

### Структурализм как деятельность (1963)
В своей работе 1963 года «Структурализм как деятельность» Барт рассматривает основные черты структурализма, его истоки, логику развития и роль в современном ему мире. Не считая структурализм ни школой, ни течением (за неимением общей доктрины или общего оппонента), Барт называет его способом мышления, который можно идентифицировать по отличительным признакам. Это две пары понятий: означающее — означаемое и синхрония — диахрония. «Структуральный человек», по Барту, рассматривает само оперирование структурой как «особый вид человеческой практики» и при аналитической, и при творческой деятельности. Барт заключает, что целью структурализма является обнаружение правил функционирования её объекта в ходе его мысленной реконструкции: «Структура — это, в сущности, отображение предмета, но отображение направленное, заинтересованное, поскольку модель предмета выявляет нечто такое, что оставалось невидимым, или, если угодно, неинтеллигибельным, в самом моделируемом предмете».
Моделирующая деятельность структурализма имеет сходство с мимесисом. Этот процесс включает членение и монтаж. Членение объекта позволяет выявить его подвижные фрагменты, их взаимное расположение порождает смысл, которого нет в отдельных фрагментах. Монтаж же представляет собой выявление или закрепление правил взаимного соединения этих фрагментов. Барт отмечает, что монтаж служит борьбе против случайности: «именно благодаря регулярной повторяемости одних и тех же единиц и их комбинаций, произведение предстает как некое законченное целое, иными словами, как целое, наделенное смыслом».
Любая структуралистская модель, построенная при помощи членения и монтажа, выходит за рамки реальности и рациональности и относится к «области функционального». Барт заключает, что структурализм не наделяет объекты значениями, а изучает процессы, при которых возникают смыслы, то есть исследует условия возможности смысла: «Homo significans, человек означивающий, — таким должен быть новый человек, которого ищет структурализм».

### Смерть автора (1967)
Относительно небольшое эссе Барта, опубликованное в 1967 году, тем не менее, имеющее принципиальное значение для развития представлений о языке и феномене авторства. Одна из главных идей Барта — сопротивление литературной критике, где биография автора включена в интерпретацию текста. Принципиально важным элементом авторства Барт считал строение текста и характеристику языка, а не особенности сюжета и биографии — в качестве примера он приводит поэзию Стефана Малларме. «…Письмо есть изначально обезличенная деятельность…, позволяющая добиться того, что уже не „я“, а сам язык действует…» — замечает он. Это делает бессмысленной историческую расшифровку текста и позволяет рассматривать текст как автономную единицу.
Наряду с текстом Мишеля Фуко «Что такое автор» считается одной из наиболее важных работ, затрагивающих проблему автора и произведения. Текст Барта заметно повлиял на развитие континентальной философии и формирование деконструктивистских методов исследования текста. Влияние эссе заметно в работах Жака Деррида.

### Система моды (1967)
Работа Барта, полностью посвященная моде была опубликована в 1967 году. Книга оказала принципиальное влияние на формирование теории моды как самостоятельной дисциплины. В своем исследовании Барт рассматривает моду как языковую форму, он пытается применить структуралистскую методологию для исследования материала, нестандартного с академической точки зрения. Текст Барта демонстрирует возможность прочтения моды как лингвистической системы, он полагает, что как и язык мода формируется как комбинация означающего и означаемого. Барт исходит из убеждения, что мода может быть прочитана как текст: «речевой инструментарий может быть концептуализирован в аналитике любой системы» Барт рассматривает моду как форму языка, а язык — как идеологический инструмент. Он предполагает, что существует три вида одежды: реальная одежда, одежда-образ и одежда-описание.
Барт исходит из предположения, что костюм — это вестиментарный код, что костюм есть зашифрованное сообщение. Он рассматривает одежду как форму выражения смысла. Барт исходит из предположения, что система (языковая или система моды) обладает рациональной программой и смыслом. Цель работы, в том виде, в котором её заявляет Барт — исследование и определение этого смысла. Сложность и спорность Бартовской модели заключается в том, что язык, как и мода, представляют собой систему, плохо контролируемую логическим механизмом — на эту проблему обращает внимание российский исследователь Екатерина Васильева. «Он полагает, что мода — это форма сообщения, что у неё есть задача и цель, не допуская возможности её существования в качестве абстрактной символической формы». Основная проблема — понимание языка как логической или внелогической системы. «Язык здесь выражает глубинную архаическую интуицию людей — что мир полон знаков, возникших до и независимо от них» — замечает известный российский исследователь Сергей Зенкин.

### S/Z (1970)
Книга, которую Барт считал поворотной в своем творчестве, опубликована в 1970 году. В S/Z он представляет себя носителем метаязыка, который существует над культурными условностями, а не подчинен им. Многие исследователи считают S/Z лучшей книгой Барта, в которой сошлись лучшие мотивы его творчества. Барт определяет пять основных кодов смысла: герменевтический, проайретический, символический, семный и референциальный. Идеология, коннотация и текст — основные параметры, определяющие содержание этого проекта. Барт рассматривает идеологию как ложное сознание, способ бессознательного самообмана. Её функция заключается в том, чтобы подменить в сознании человека подлинные мотивы его поведения. Идеология истолковывает действительность с целью её оправдания.
«…Выделяя в языке (или дискурсе) слой коннотативных означаемых, Барт непосредственно связывает их с идеологией» — отмечает исследователь и переводчик Барта Георгий Косиков. В S/Z Барт последовательно проводит параллель между идеологией и коннотацией. В то же время, сама возможность и правомерность этого сопоставления остается открытой.

### Фрагменты речи влюблённого (1977)
Книга «Фрагменты речи влюблённого», опубликованная в 1977 году, была написана по итогам семинара, проводимого Бартом в Практической школе высших исследований в Париже с 1974 по 1976 годы. Произведение обладает сложной структурой — в тексте много внутренних переходов, отсылок и маргиналий. По сложности композиции эту работу принято рассматривать в одном ряду с такими литературными произведениями, как «Страдания юного Вертера» Гёте. Считается, что предложенные в книге эссе не являются последовательным исследованием, а, скорее, определяют пути, по которым может быть обозначено чувство влюблённости и возможности его выражения в языке.

### Camera Lucida (1980)
Эссе Барта, опубликованное в 1980 году, незадолго до смерти. Последняя крупная работа автора. Наряду со сборником Сьюзен Зонтаг «О фотографии» является одним из наиболее важных текстов по теории фотографии. Книга посвящена феномену фотографии и, одновременно, является воспоминанием о покойной матери Барта. В силу этого Camera Lucida рассматривают как произведение, связанное с работой траура.
Одно из важных наблюдений Барта — несоответствие фотографии категориям классического искусства: фотография не поддается привычной классификации. «Подразделения, которым подвергают фотографию, носят по сути эмпирический (профессиональное фото /любительское фото), риторический (фото пейзажей, натюрморты, портреты, нагая натура) или эстетический (реалистическая фотография / художественная фотография) характер, во всех случаях внешний своему предмету, не имеющий отношения к его сущности …» — замечает он.
Бартовская идея изначально связывает знак с коммуникативной функцией, с формированием послания или сообщения. В то же время, он обращает внимание, что знак — не единственная форма представления смысла и фотография является тому примером. «Фотография демонстрирует тот факт, что смысл далеко не всегда возможно свести к единому знаменателю … Фотография дает понять, что знак не единственная форма представления смысла». Развивая эту мысль Барт предлагает понятие Punctum — смыслового эффекта, который не обладает риторическим значением. «Punctum не обладает повествовательным содержанием, он не содержит прямого указательного смысла, он действует иными методами, нежели описание или рассказ». В Camera lucida Барт дает понять, что фотография не сводится к однозначной комбинации формы и смысла.

## Основные понятия

### «Миф»
Одной из основных проблем, которую разрабатывал Р. Барт, были отношения языка и власти. Язык, с одной стороны, является ключевым узлом для социализации, с другой, — обладая своей структурой, синтаксисом и грамматикой, несёт в себе определённый властный посыл.
В этой связи интересным оказывается осмысление понятия «миф». Для Барта — это особая коммуникативная система, сообщение: философ определяет миф как совокупность коннотативных означаемых, образующих латентный (скрытый) идеологический уровень дискурса. Смысл и направление деятельности мифа оказывается двояким:
- с одной стороны, он направлен на изменение реальности, имеет целью создать такой образ действительности, который совпадал бы с ценностными ожиданиями носителей мифологического сознания;
- с другой — миф чрезвычайно озабочен сокрытием собственной идеологичности, то есть он стремится сделать так, чтобы его воспринимали как нечто естественное, само собой разумеющееся.

Барт особо подчеркивает, что миф — это не пережиток архаического сознания, а огромная часть современной культуры. Миф сегодня реализует себя в рекламе, кино, телевидении и т. д.

### Влияние на новый урбанизм
Рассматривал компактную жизнь в городских центрах в контексте формирования городского мифа. В теоретическом течении нового урбанизма (Джейн Джекобс, Дональд Эпплъярд) эти идеи стимулировали внимание к городской жизни

## Работа в кино
В 1979 году Барт сыграл роль Уильяма Теккерея в фильме «Сёстры Бронте».